# Panacea dubia
Panacea dubia är en fjärilsart som beskrevs av Kretschm. Panacea dubia ingår i släktet Panacea och familjen praktfjärilar. Inga underarter finns listade i Catalogue of Life.